# Perl (Schriftmaß)
Non Plus Ultra (2 Punkt)
Microscopique (2,5 Punkt)
Brilliant (3 Punkt)
Diamant (4 Punkt)
Perl (5 Punkt)
Nonpareille (6 Punkt)
Insertio (6,5 Punkt)
Kolonel (7 Punkt)
Petit (8 Punkt)
Borgis (9 Punkt)
Korpus (10 Punkt)
Rheinländer (11 Punkt)
Cicero (12 Punkt)
Mittel (14 Punkt)
Tertia (16 Punkt)
Paragon (18 Punkt)
Text (20 Punkt)
Kanon (36 Punkt)
Konkordanz (48 Punkt)
Sabon (60 Punkt)
Die Perl ist ein Schriftgrad im Bleisatz mit einer Kegelhöhe von fünf Didot-Punkten, das entspricht 1,88 mm.
Der Name Perl deutet ebenso wie die Bezeichnungen der beiden kleineren Schriftgrößen Brillant und Diamant auf die Kostbarkeit dieses feinen Schriftgrades hin. Erstmals eingesetzt wurde eine Schrift dieser Größe 1627 von Jean Jannon im französischen Sedan. Um diese kleinen Schriftbilder im Handsatz wirtschaftlich einsetzen zu können, wurden sie oft auf Sechs-Punkt-Kegel gegossen.
Eine Schriftgröße von sechs Punkt (Nonpareille) gilt allgemein als kleinste noch dauerhaft lesbare Schriftgröße. Allerdings gibt es auch Druckerzeugnisse mit noch geringeren Schriftgrößen. So druckte man etwa die Perlbibel durchgängig mit 5-Punkt-(Perl)-Schriften. Perlbibeln werden auch heute noch gedruckt.
Schriftmaße haben in vielen europäischen Ländern andere Namen oder gleiche Namen bezeichnen unterschiedliche Kegelhöhen. Schriften dieser Größe heißen in Frankreich Parisienne, in Holland Parel, in England Pearl, in Italien Parigina, in Spanien Parisienne oder Perla.